# Elżbieta I Tudor

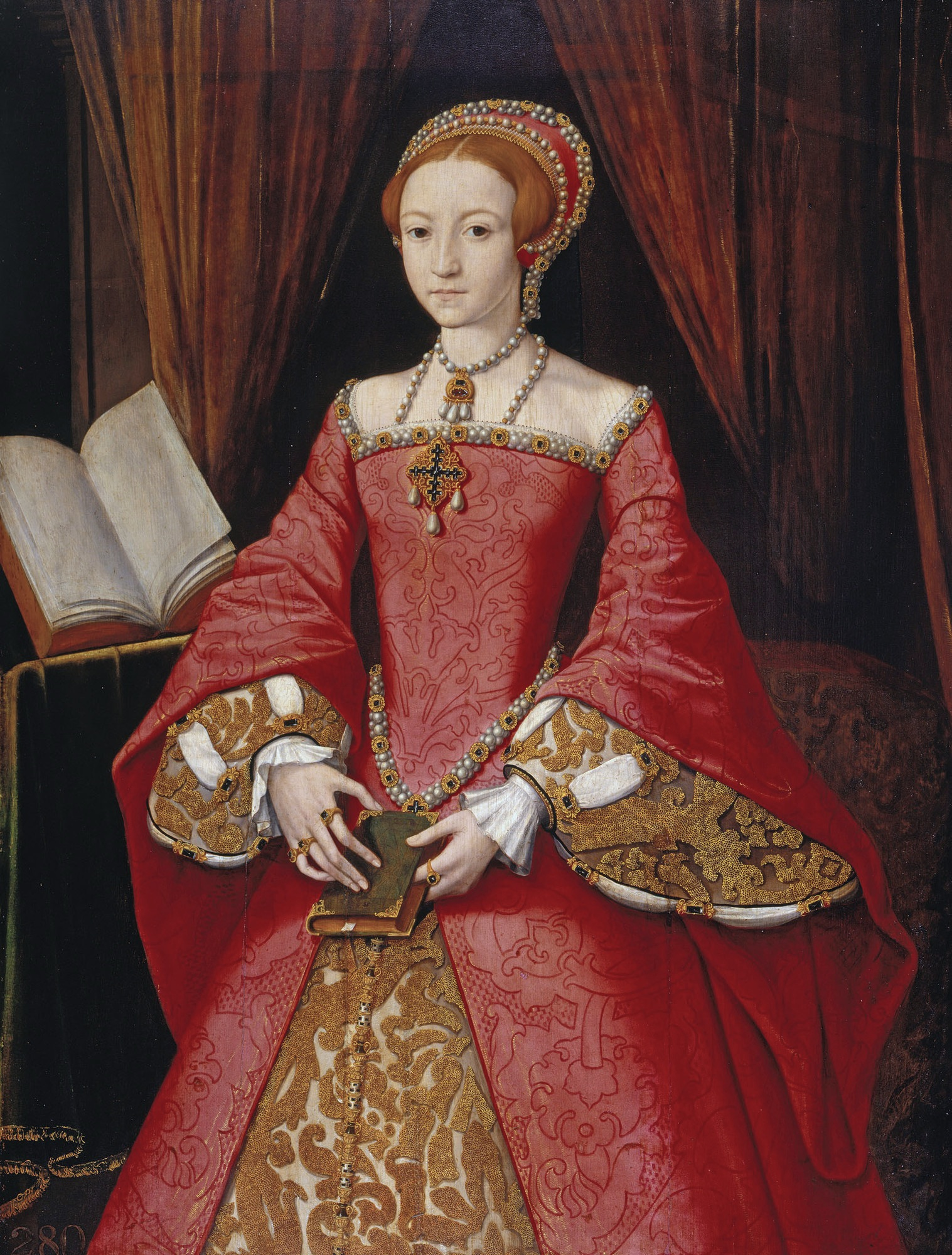
Elżbieta w wieku 13 lat

Elżbieta I Tudor (ur. 7 września 1533 w Greenwich, zm. 24 marca 1603 w Richmond) – królowa Anglii i Irlandii (panowała od 17 listopada 1558 do śmierci w 1603, czyli 44 lata), córka Henryka VIII i jego drugiej żony Anny Boleyn. Ostatnia z rodu Tudorów. Nazywana Glorianą lub Królową-Dziewicą (the Virgin Queen).

## Młodość
Elżbieta była jedynym dzieckiem z drugiego małżeństwa Henryka VIII Tudora z Anną Boleyn, które dożyło wieku dojrzałego. Henryk i Anna byli ze sobą związani prawdopodobnie już od roku 1527, ale w wyniku sprzeciwu papieża mogli się pobrać dopiero w końcu 1532 r., gdy dzięki odłączeniu się Kościoła angielskiego od papiestwa rozwód Henryka VIII z poprzednią żoną, Katarzyną Aragońską, stał się możliwy.
Anna została koronowana w lecie 1533 r., kiedy była już w ciąży z pierwszym dzieckiem. Noworodkowi nadano imię Elżbieta na cześć jej dwóch babć: Elżbiety York i lady Elżbiety Boleyn. Henryk wolał, by urodził się syn, ale na razie Elżbieta była jedyną osobą godną dziedziczenia, jako że rozwód wyeliminował Marię, córkę Henryka z pierwszego małżeństwa.
Elżbieta miała dwie ciotki ze strony ojca. Pierwszą była Małgorzata Tudor, późniejsza królowa Szkocji, i młodsza siostra Henryka VIII Maria Tudor, późniejsza księżna Suffolk; lady Maria Boleyn, ciotka ze strony matki, była królewską metresą na kilka lat przed poznaniem Anny przez Henryka. Wujem ze strony matki był George Boleyn, wicehrabia Rochford, gorący zwolennik religii protestanckiej.
Pierwsze lata Elżbiety upływały w luksusie, szczególnie, że matka była wobec niej bardzo pobłażliwa. Szczęście to zakończyło się wraz z trzecimi urodzinami, bo 19 maja 1536 r. królowa Anna została ścięta, będąc oskarżoną o zdradę, cudzołóstwo i uprawianie czarów. Wiadomo, że oskarżenia te były bezpodstawne. Henryk nie okazywał żadnego smutku z powodu śmierci żony. 11 dni po egzekucji poślubił jedną z jej dam dworu – Jane Seymour. Także wuj Elżbiety został skazany na śmierć i ścięty na dwa dni przed śmiercią Anny, oskarżony o cudzołóstwo i kazirodztwo. Elżbieta została wtedy uznana za niegodną dziedziczenia, utraciła tytuł księżniczki i była tytułowana jedynie lady. Gdy jej ojciec poślubiał kolejne żony, żyła na wygnaniu.
Jane Seymour umarła w 1537 r. w wyniku gorączki połogowej po urodzeniu syna – późniejszego Edwarda VI. Trzy lata później jej miejsce zajęła niemiecka księżniczka Anna z Kleve, z którą Henryk szybko wziął rozwód. Następna była lady Katarzyna Howard, pochodząca z arystokratycznego i katolickiego rodu. Katarzyna jednak już po dwóch latach małżeństwa również skończyła na szafocie. Elżbieta miała wówczas 8 lat. Słysząc o śmierci Katarzyny, miała powiedzieć podobno: I will never marry (Nigdy nie wyjdę za mąż).
Pierwszą guwernantką Elżbiety była lady Margaret Bryan, baronowa, którą Elżbieta nazywała Muggie. W wieku 4 lat Elżbieta miała nową opiekunkę Katarzynę Champernowne, która, znana jako Kat. Champernowne, nawiązała bliskie i przyjazne stosunki z małą dziewczynką i została jej zaufaną i wieloletnią przyjaciółką. Matthew Parker, ulubiony kapelan jej matki, zajmował się wychowaniem religijnym Elżbiety. Parker został arcybiskupem Canterbury, gdy jego podopieczna została królową. Innym towarzyszem jej młodych lat był Irlandczyk Thomas Butler, późniejszy trzeci hrabia Ormonde, który był związany z rodziną Boleynów.
Przyszła królowa odziedziczyła cechy zarówno ojca, jak i matki. Była więc osobą charyzmatyczną, urzekającą, lubiącą flirtować. Cechy te pasowały zarówno do Henryka, który w młodości był notorycznym podrywaczem, jak i do Anny, znanej z piękna i wdzięku. Elżbieta odziedziczyła po matce delikatną budowę ciała, czarne oczy i zgrabną figurę. Po ojcu zaś – rude włosy, chęć do nauki oraz intelekt i zdolność do zdobywania sympatii ludzi.
Ostatnia żona Henryka VIII Katarzyna Parr pomogła mu się pogodzić z Elżbietą. Zgodnie z Aktem Sukcesyjnym z 1544 r. Maria (córka Katarzyny Aragońskiej) i Elżbieta zostały włączone do dziedziczenia tronu zaraz po księciu Edwardzie.

## Śmierć ojca

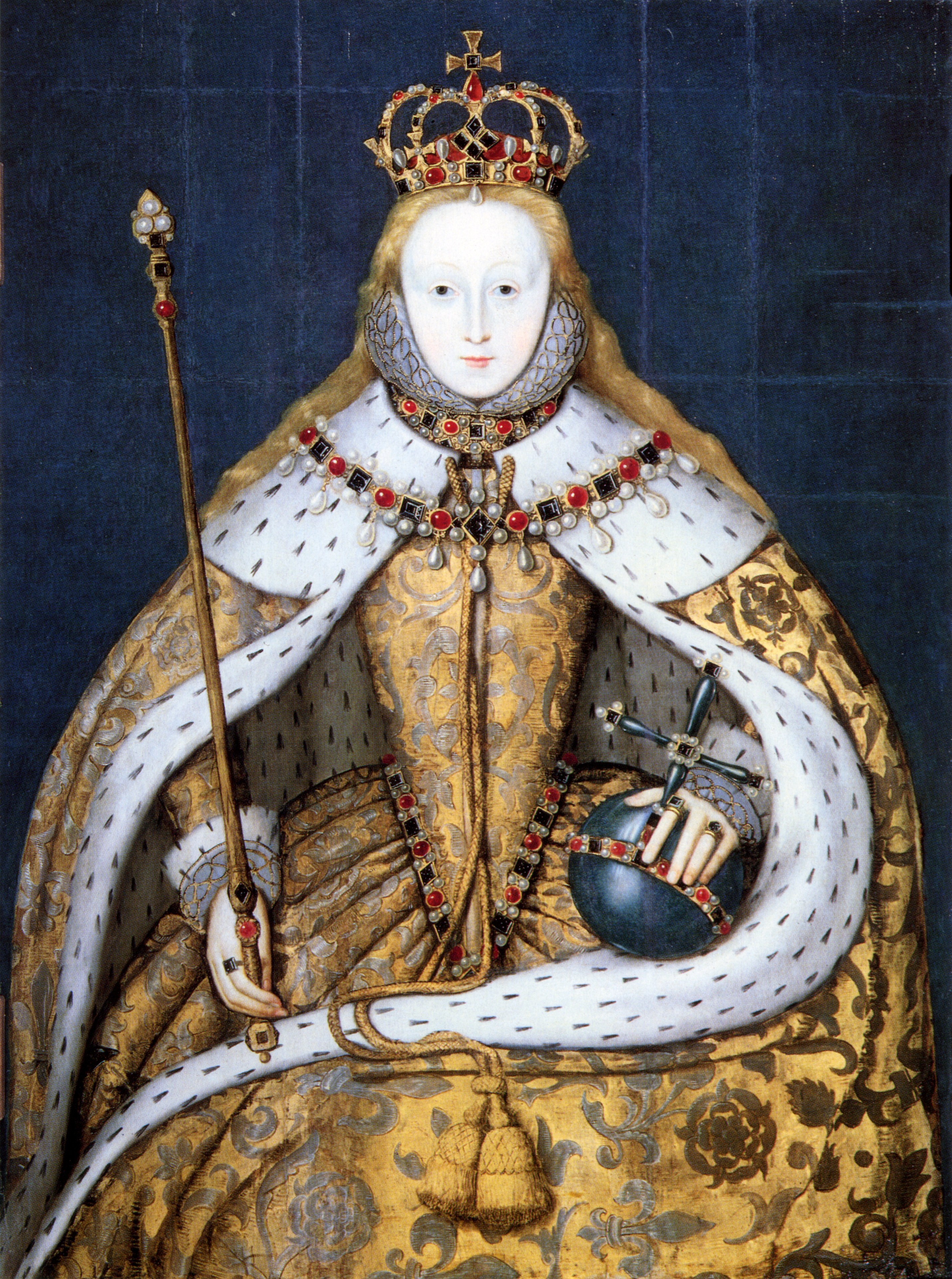
Portret koronacyjny Elżbiety

Henryk VIII Tudor umarł w 1547 r., a tron po nim objął Edward VI. Świeżo owdowiała Katarzyna Parr poślubiła Thomasa Seymoura, pierwszego barona Sudeley. Tomasz i Katarzyna zaopiekowali się Elżbietą i zabrali ją do swojego domu. Tam też otrzymała wykształcenie pod kierunkiem Rogera Aschama. Udało jej się posiąść umiejętność władania siedmioma językami. Oprócz ojczystego angielskiego znała: szkocki, francuski, włoski, hiszpański, grecki i łacinę. Posiadała też zdumiewającą inteligencję. Pod wpływem swoich opiekunów Katarzyny i Aschama Elżbieta została wychowana jako protestantka.
Tak długo, jak jej przyrodni brat – protestant – pozostawał na tronie, ona sama była bezpieczna. Edward jednak od urodzenia był dzieckiem bardzo chorowitym, co nie dawało mu perspektyw na długie rządzenie krajem. Umarł w 1553 roku w wieku 15 lat i od tego momentu zaczęły się trudne dni dla młodej Elżbiety.
Niezgodnie z Aktem sukcesyjnym zarówno Maria, jak i Elżbieta zostały wykluczone z dziedziczenia, a Jane Grey ogłoszona dziedziczką tronu. Zawiązał się w tym czasie spisek z udziałem Johna Dudleya, 1. księcia Northumberland, którego syn Guildford był żonaty z Lady Jane. Spisek mający na celu wsparcie młodej królowej został jednak wykryty, a sama Jane usunięta z tronu 9 dni później i ścięta. Sprawczynią tego zamieszania była Maria, prawowita następczyni tronu, która po tych wydarzeniach wjechała triumfalnie do Londynu razem ze swoją przyrodnią siostrą Elżbietą.
Maria I Tudor doprowadziła do zawarcia przez siebie małżeństwa z królem Hiszpanii – Filipem II, mając nadzieję na wzmocnienie katolicyzmu w Anglii. Powstanie Wyatta (Wyatt's Rebellion), które wybuchło w 1554 r., miało na celu zapobieżenie temu małżeństwu. Powstanie skończyło się jednak porażką, a zamieszana w nie Elżbieta została uwięziona w Tower.
Mimo żądań, by Elżbieta została skazana na śmierć, jej siostra Maria sprzeciwiała się, argumentując, że byłby to niebezpieczny precedens dla królobójstwa. Maria podejmowała próby, aby Parlament wykluczył jej siostrę z dziedziczenia, skończyły się one jednak niepowodzeniem. Po dwóch miesiącach pobytu w Tower Elżbieta została zwolniona, ale dalej przebywała w areszcie domowym pod nadzorem Henryka Bedingfielda. Pod koniec roku, kiedy krążyły plotki o rzekomej ciąży Marii, na rozkaz Filipa pozwolono Elżbiecie wrócić na dwór królewski.
Filip wolał, żeby Elżbieta dziedziczyła tron po Marii, niżby miała to być Maria I Stuart, następna w linii dziedziczenia, a to ze względu na otwartą wrogość szkockiej królowej wobec Hiszpanii, spowodowaną sojuszem z Francją. Maria Tudor jako gorliwa katoliczka naznaczyła swoje rządy prześladowaniem protestantów, których uznawała za heretyków. Wśród swoich wrogów zaczęła być znana jako „Krwawa Maria” (ang. Bloody Mary).

## Wczesny okres panowania

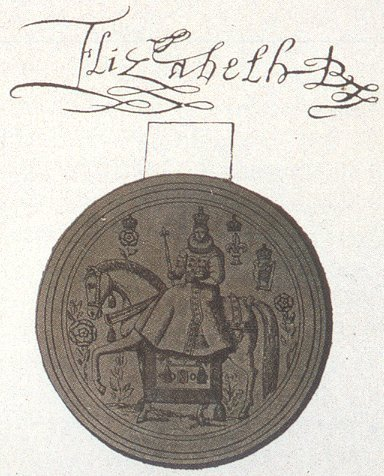
Podpis Elżbiety

W 1558 r. umarła Maria I Tudor. Zgodnie z porządkiem dziedziczenia Elżbieta objęła tron. W czasie jej pochodu ulicami stolicy była serdecznie witana przez zwykłych mieszkańców Londynu, którzy na jej cześć tworzyli przedstawienia i sztuki opiewające jej piękno i grację. Została ukoronowana 15 stycznia 1559 r. Przy ceremonii nie był jednak obecny arcybiskup Canterbury – ostatnio piastujący to stanowisko Reginald Pole, będący katolikiem, zmarł kilka godzin po królowej Marii. Ponieważ ważniejsi w hierarchii biskupi odmawiali zgody na uczestniczenie w koronacji (Elżbieta była niegodna dziedziczenia zarówno według prawa kanonicznego, jak i państwowego, a na jej niekorzyść przemawiało to, że była protestantką), wyznaczono do koronacji mniej ważnego biskupa Carlisle Owena Oglethorpe’a, który zgodził się ją namaścić na królową.
Komunia została udzielona przez osobistego kapelana królowej, aby uniknąć przepisów katolickich. Koronacja Elżbiety była ostatnią, która odbyła się według obrządku łacińskiego; następne były już prowadzone w obrządku anglikańskim. Później Elżbieta przekonała osobistego kapelana swojej matki, Matthew Parkera, aby został arcybiskupem Canterbury.
Jednym z najważniejszych problemów w okresie panowania młodej królowej były sprawy religijne. Na początku polegała ona w tym zakresie głównie na sir Williamie Cecilu, późniejszym lordzie Burghley. Jej pierwszym krokiem było wydanie Act of Uniformity (Aktu o ujednoliceniu), który nakazywał używanie protestanckiego modlitewnika we wszystkich kościołach (ang. The Book of Common Prayer). Papieska kontrola nad kościołem angielskim, przywrócona przez Marię, została przez Elżbietę zniesiona. Królowa przyjęła tytuł „Najwyższego Zwierzchnika Kościoła Anglii” (ang. Supreme Governor of the Church of England) zamiast „Najwyższej Głowy”, głównie ze względu na powszechny pogląd, że kobieta nie może być głową kościoła. Tzw. Akt o Zwierzchnictwie (ang. Act of Supremacy), wydany w 1559 r., nakazywał wszystkim urzędnikom złożenie przysięgi, uznającej królewską zwierzchność nad kościołem; w przeciwnym razie mogło im grozić oskarżenie o zdradę i egzekucja.
Wielu biskupów było zrażonych do nowej polityki religijnej. Zostali więc usunięci ze swoich urzędów i zastąpieni ludźmi wiernymi królowej. Elżbieta wybrała także nową Radę Przyboczną, usuwając z niej przy okazji wszystkich katolików. Głównymi doradcami Elżbiety byli sir William Cecil jako sekretarz stanu i sir Nicholas Bacon jako strażnik Wielkiej Pieczęci (ang. Lord Keeper of the Great Seal).
Zmniejszone zostały także wpływy hiszpańskie w Anglii. Elżbieta pozostawała niezależna od Filipa II w polityce zagranicznej. Jej mottem była zasada „Anglia dla Anglików” (ang. England for the English). Na takiej polityce cierpiała oczywiście Irlandia, podbita przez Anglię. Znalazło się tam wielu przeciwników nowej królowej, jako że wyspa była prawie w całości katolicka.

## Kwestia małżeństwa

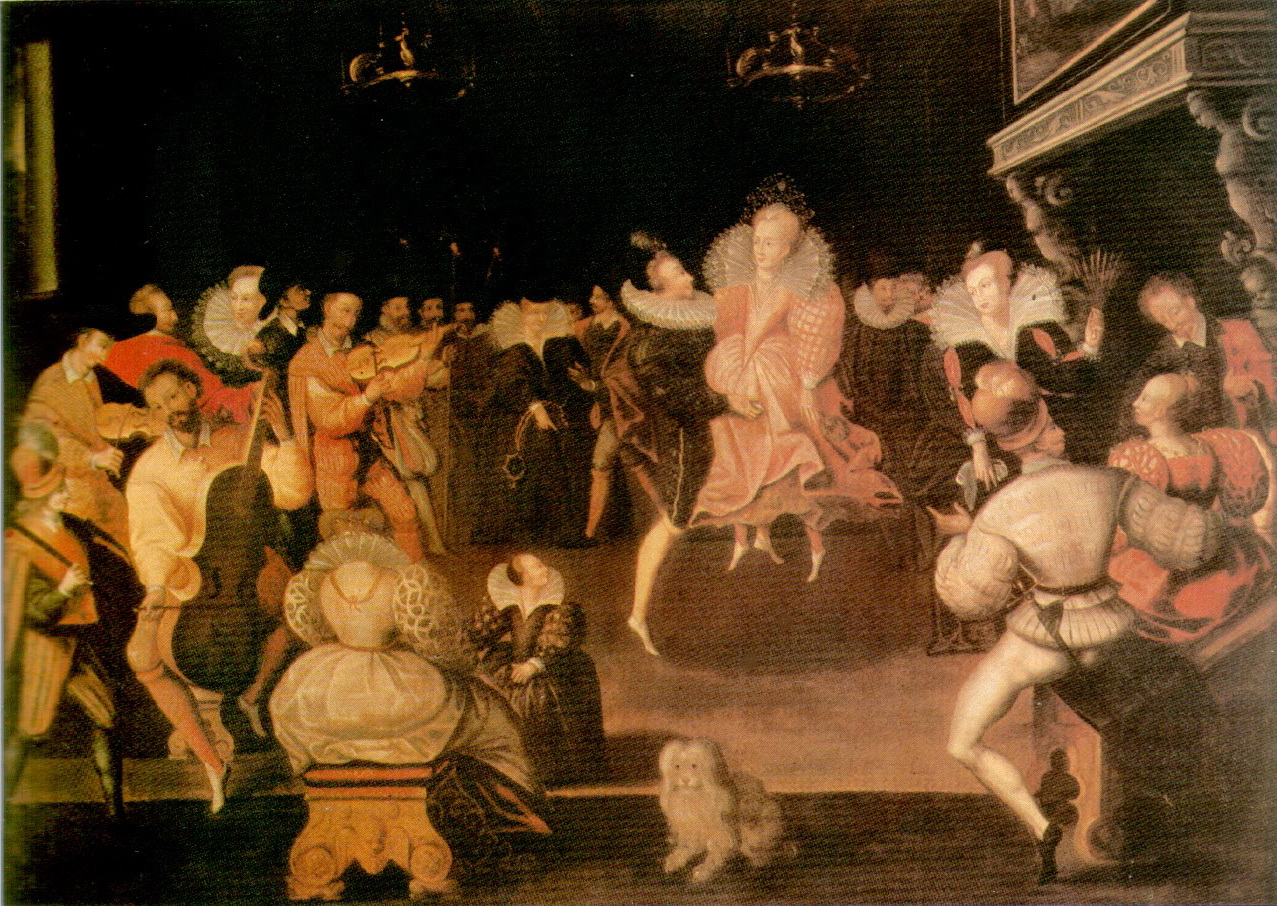
Obraz przedstawiający tańczącą Elżbietę I z Robertem Dudleyem

Wkrótce po wstąpieniu Elżbiety na tron dworzanie rozpoczęli dyskusję, kogo poślubi królowa. Powodów, dla których miałaby pozostać w stanie panieńskim, było wiele. Przede wszystkim do instytucji małżeństwa zraził ją jej ojciec Henryk, który traktował swoje kolejne żony bardzo instrumentalnie. Także śmierć matki nie była dla niej miłym wspomnieniem.
Ówczesna plotka głosiła, że bała się ukazywać swoje ciało, co miało być spowodowane jej ułomnością fizyczną po przebytej ospie. Niektórzy twierdzili, że jej wybrankiem był Robert Dudley, 1. hrabia Leicester, w którym miała być zakochana, a na przeszkodzie stała jedynie jej Rada Przyboczna, która sprzeciwiała się temu małżeństwu. Było to spowodowane udziałem rodziny Dudleya w sprawie Jane Grey i tajemniczą śmiercią jego pierwszej żony.
Przyszły mąż mógł być także przedmiotem rozgrywek pomiędzy poszczególnymi frakcjami istniejącymi na dworze. Panieństwo królowej okazało się atutem w dyplomacji: swą rękę mogła wykorzystywać jako przynętę dla innych władców europejskich. Małżeństwo mogło także kosztować ją utratę niezależności oraz uszczuplić jej stan majątkowy. Mimo wielu starających się (m.in. Filip II – król Hiszpanii, Iwan IV Groźny – car Rosji czy Duc d’Alençon – książę francuski) Elżbieta nigdy nie zdecydowała się na małżeństwo.

## Konflikt z Francją i Szkocją
Rywalką Elżbiety w tym okresie stała się władczyni Szkocji, katoliczka Maria Stuart, zamężna z królem Francji, Franciszkiem II. W 1559 r. Maria uznała się królową Anglii i zyskała poparcie Francji. W Szkocji matka Marii, Maria de Guise, próbowała umocnić wpływy francuskie, sprowadzając z Francji wojsko i budując fortyfikacje, które miały posłużyć do inwazji na Anglię. Grupa szkockich lordów, sprzymierzona z Elżbietą, usunęła jednak Marię de Guise i pod naciskiem Anglii Maria podpisała Traktat Edynburski, w którym zobowiązała się do wycofania wojsk francuskich. Po tym wydarzeniu wpływy francuskie w Szkocji bardzo osłabły.
Po śmierci swojego męża Franciszka Maria Stuart wróciła do Szkocji. W międzyczasie we Francji wybuchł konflikt pomiędzy katolikami i hugenotami. Elżbieta potajemnie udzielała pomocy protestantom. W 1564 r. podpisała z Francją traktat pokojowy, zrzekając się jednocześnie praw do jedynej posiadłości angielskiej na kontynencie, miasta Calais. Miasto to faktycznie zostało utracone przez Anglię już w czasie panowania Marii I, po klęsce ekspedycji angielskiej w Hawrze. Nie zrzekła się jednak roszczeń do korony francuskiej, które wywodziły się jeszcze z czasów Edwarda III (patrz: wojna stuletnia), a ustały dopiero w XVIII w. za czasów Jerzego III.

## Spiski i powstania

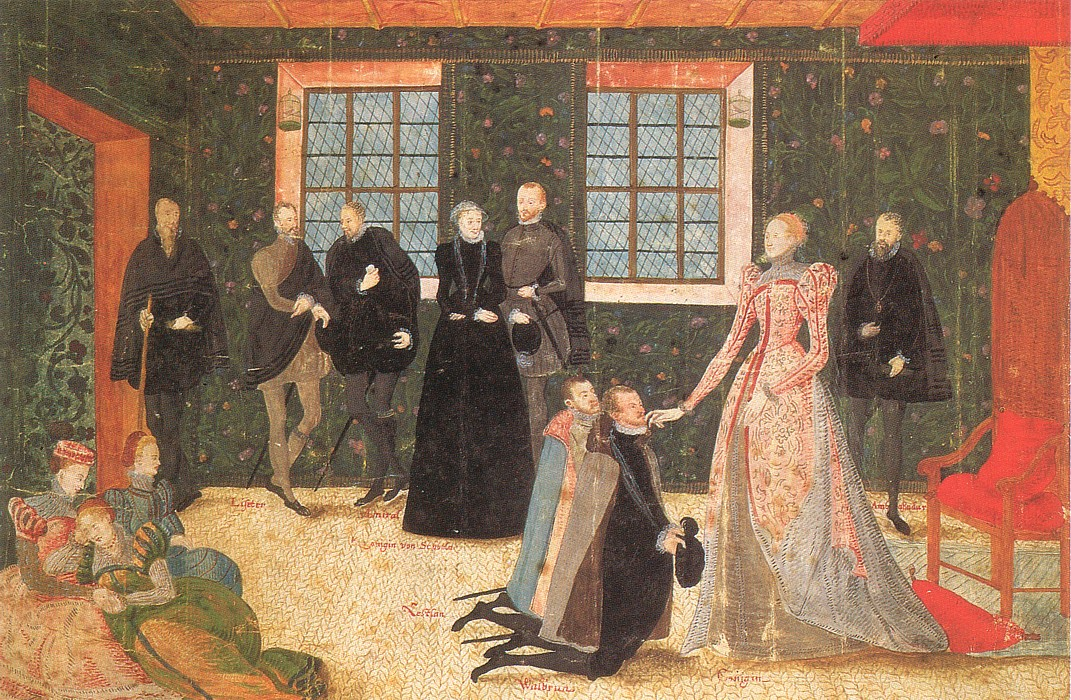
Elżbieta przyjmująca ambasadorów niderlandzkich

W końcu 1562 r. Elżbieta zachorowała na ospę, ale została wyleczona przez Burkota – lekarza pochodzenia śląskiego. W 1563 r. parlament, zaalarmowany jej chorobą, zażądał, aby poślubiła kogoś lub mianowała swojego dziedzica, zapobiegając tym samym wojnie domowej po swojej śmierci. Elżbieta odrzuciła obydwie prośby i zawiesiła funkcjonowanie parlamentu, który nie zbierał się aż do 1566 r., kiedy potrzebna była jego zgoda na podniesienie podatków. Izba Gmin zagroziła, że wstrzyma finansowanie skarbu królewskiego, dopóki Elżbieta nie rozstrzygnie sprawy swego następstwa. Ona jednak ciągle odmawiała.
Pod rozwagę były brane różne linie dziedziczenia. Jedna wywodziła się od Małgorzaty Tudor, starszej siostry Henryka VIII, i prowadziła do Marii Stuart. Alternatywą była linia wywodząca się od młodszej siostry Henryka VIII, Marii Tudor, księżnej Suffolk. Z linii tej pochodziła Lady Katarzyna Grey i jej siostra. Dalszym możliwym sukcesorem był Henryk Hastings, trzeci hrabia Huntingdon, który mógł się powoływać jedynie na pochodzenie od Edwarda III. Każda z tych możliwości miała swoje wady i zalety: Maria Stuart była katoliczką, Lady Katarzyna Grey wyszła za mąż bez zgody królowej, purytański Lord Huntingdon nie chciał przyjąć korony.
Maria Stuart miała własne kłopoty w Szkocji. Elżbieta próbowała ją wyswatać z protestantem Robertem Dudleyem, co miało być warunkiem koniecznym do uznania jej praw do tronu po Elżbiecie. Maria jednak odmówiła. Po licznych perypetiach jej szkoccy poddani zbuntowali się, uwięzili ją i zmusili do abdykacji na rzecz syna.
Problem sukcesji został poruszony w parlamencie, który powołał specjalny komitet do jego rozwiązania. 19 października 1566 sir Robert Bell przekonywał królową do zabrania głosu w tej sprawie. Nie spotkał się jednak z zadowalającym odzewem. W 1568 zmarła jedna z możliwych dziedziczek, Katarzyna Grey, pozostawiając jedynie syna z nieprawego łoża.
Spadkobierczynią Katarzyny była jej siostra Maria Grey, która miała niezbyt przyjemną prezencję – była garbatą karlicą. W grze pozostawała zatem jedynie królowa szkocka, która tymczasem uciekła z więzienia do Anglii i została pojmana przez wojska Elżbiety. Powstał problem: odesłanie jej z powrotem do Szkocji nie służyłoby interesom Anglii, wysłanie do Francji spowodowałoby, że Francuzi uzyskaliby nowe narzędzie przeciw Elżbiecie, zaś uwięzienie w Anglii sprawiłoby, że Maria stałaby się inspiracją dla spiskowania przeciw Elżbiecie. Królowa wybrała to ostatnie rozwiązanie, które według niej miało być najmniejszym złem.
W 1569 r. wybuchło tzw. powstanie północne, inspirowane przez Thomasa Howarda, 4. księcia Norfolk, Charlesa Neville’a, 6. hrabiego Westmoreland i Thomasa Percy’ego, 7. hrabiego Northumberlandu. W kwietniu 1570 roku papież Pius V promulgował bullę Regnans in Excelsis ekskomunikującą Elżbietę, a także każdego z jej poddanych, który wykonywał jej rozkazy.
Elżbieta miała teraz nowego wroga w swoim byłym szwagrze Filipie II, królu Hiszpanii. Kiedy Filip nakazał atakować angielskie statki kaperskie, Francis Drake i John Hawkins otrzymali zgodę Elżbiety na zatrzymanie skarbów zdobytych na hiszpańskich statkach. Filip był już jednak uwikłany w tłumienie powstania w Niderlandach i to uchroniło Anglię przed wypowiedzeniem jej wojny przez Hiszpanię.
Filip brał udział w kilku spiskach, mających na celu usunięcie Elżbiety. Norfolk był uwikłany w pierwszy z nich, tzw. spisek Ridolfiego w 1571 r. Książę planował poślubić Marię Stuart i obalić Elżbietę. Po wykryciu całej sprawy książę Norfolk został stracony, a Maria poddana ostrzejszemu nadzorowi.
W 1571 r. sir William Cecil został mianowany Lordem Burghley. Ten przebiegły dyplomata pozostawał doradcą królowej aż do swojej śmierci w 1598 r. W 1572 r. został awansowany na stanowisko sekretarza do spraw skarbu. Stanowisko sekretarza stanu objął po nim sir Francis Walsingham.
W 1572 r. doszło także do zawarcia sojuszu z Francją. Masakra protestantów podczas tzw. „nocy św. Bartłomieja” nadwerężyła to porozumienie, ale nie doprowadziła do jego złamania. Elżbieta prowadziła też rozmowy z Franciszkiem Walezjuszem, księciem Évreux, Alençon i Andegawenii (bratem Henryka III, króla Polski i Francji) w sprawie zawarcia małżeństwa. Anjou przyjechał do Anglii w 1581 r., jakkolwiek znane były jego skłonności do płci męskiej i z negocjacji nic nie wyszło.

## Konflikt z Hiszpanią i zamieszki w Irlandii

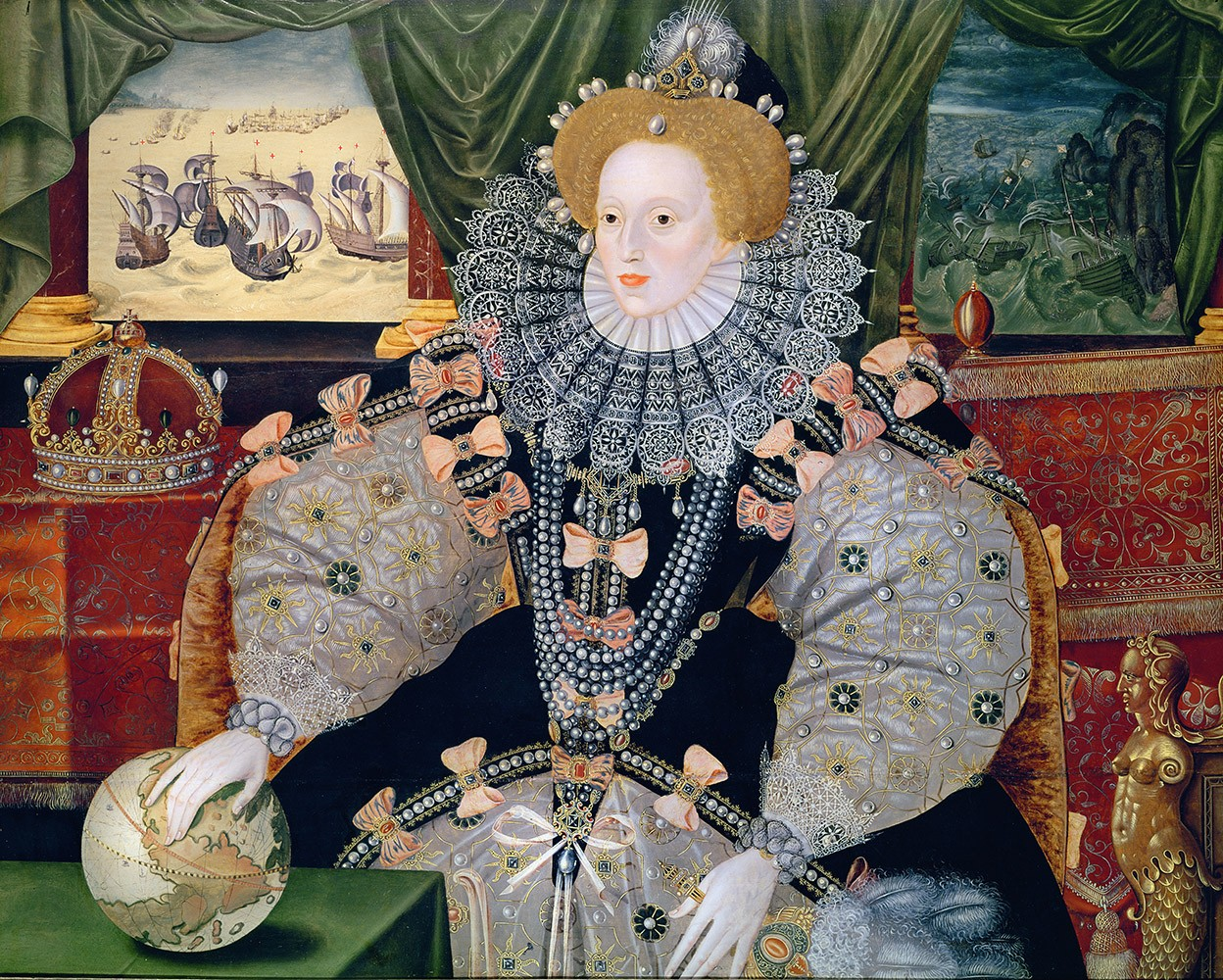
Elżbieta po rozgromieniu armady. Po jej lewicy, zatopione okręty hiszpańskie, po prawicy nienaruszone okręty brytyjskie. Rękę trzyma na globusie.

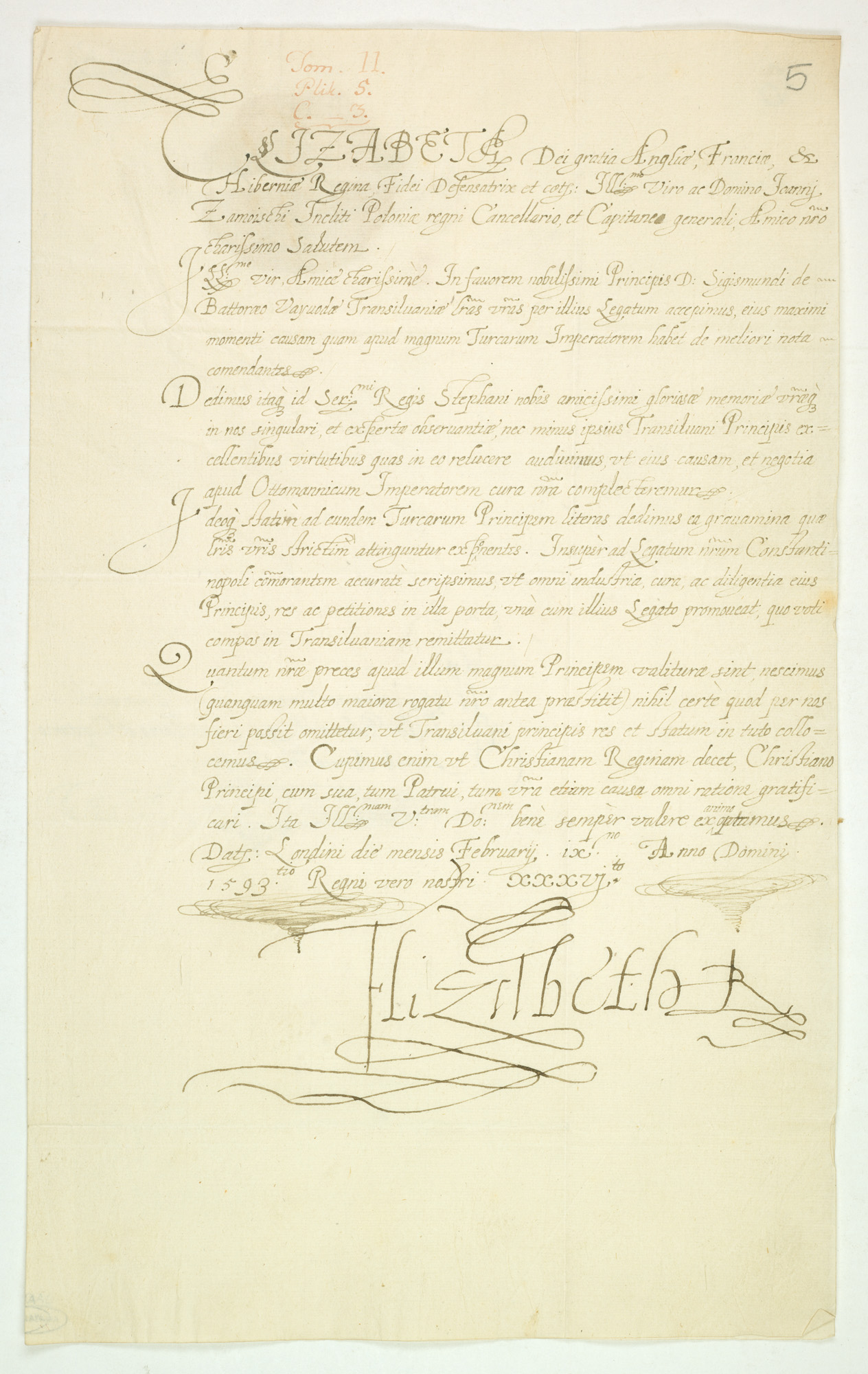
List Elżbiety I z 1593 roku do Jana Zamoyskiego

W 1580 r. papież Grzegorz XIII wysłał pomoc wojskową dla powstania Desmonda w Irlandii. W 1583 r. powstańcy musieli jednak się poddać po rzezi, jakiej dokonały oddziały angielskie. Straszne zniszczenia wśród Irlandczyków poczynił też panujący na skutek powstania głód.
W tym samym roku Filip II przejął we władanie Portugalię, zwiększając tym samym swoją potęgę na morzu. Po zamordowaniu Wilhelma I Orańskiego Elżbieta stanęła otwarcie po stronie zbuntowanych prowincji niderlandzkich. To, łącznie z przyczynami ekonomicznymi i angielskim piractwem (doszło nawet do sojuszu Anglii z islamskim Marokiem przeciwko Hiszpanii), doprowadziło do wybuchu wojny pomiędzy Hiszpanią i Anglią w 1585 r. W 1586 r. hiszpański ambasador został wydalony za udział w spisku przeciw Elżbiecie.
Obawiając się spisku przeciw królowej, parlament w 1584 r. wydał nawet specjalną ustawę, zgodnie z którą każdy, kto był zamieszany w spisek na życie suwerena, miał być wyłączony od dziedziczenia tronu angielskiego. Późniejszy spisek Babingtona został wykryty dzięki siatce szpiegowskiej, jaką uruchomił sir Francis Walsingham. Zamieszana w spisek była Maria Stuart. Elżbieta pozwoliła na jej proces, a następnie podpisała wyrok skazujący ją na śmierć. Został on wykonany 8 lutego 1587 r.
W swoim testamencie Maria przekazała swoje roszczenia do tronu Filipowi II, który w tym czasie przygotowywał plan inwazji na Anglię. W lipcu 1588 r. hiszpańska „Wielka Armada”, licząca 130 okrętów i 30 tys. ludzi, wyruszyła z Hiszpanii, aby spotkać się z księciem Parmy, dowodzącym wojskami hiszpańskimi w Niderlandach. Do spotkania jednak nie doszło, bo udaremniła je flota angielska pod dowództwem Charlesa Howarda i Francisa Drake’a, której sprzyjała zła pogoda, pomagając rozproszyć i zatopić większość sił hiszpańskich. Armada była zmuszona wracać do Hiszpanii, opływając Wyspy Brytyjskie od północy i tracąc przy okazji większość swoich okrętów na skałach Szkocji i Irlandii. Zwycięstwo to bardzo przyczyniło się do wzrostu popularności Elżbiety w kraju.
Starcie jednak nie było decydujące i wojna toczyła się nadal, tyle że w Niderlandach. Anglia zaangażowała się także w konflikt we Francji, gdzie wspierała protestanckiego pretendenta do tronu, Henryka Burbona (późniejszego Henryka IV). W 1596 r. Anglia wycofała się ostatecznie z Francji po tym, jak Henryk Burbon zdobył władzę. W tym samym czasie siły hiszpańskie wylądowały w Bretanii i pokonały stacjonujących tam Anglików. Elżbieta wysłała 2 tys. ludzi do Francji wkrótce po tym, jak Hiszpanie zdobyli Calais. Niepowodzeniem zakończyła się także próba zdobycia Azorów w 1597 r. Ostatecznie w 1598 r. Hiszpania i Francja podpisały pokój.
Wojna angielsko-hiszpańska utkwiła tymczasem w martwym punkcie po śmierci Filipa II. Zakończył ją dopiero traktat pokojowy podpisany już przez następcę Elżbiety Jakuba I w 1604 r.

## Końcowy okres panowania

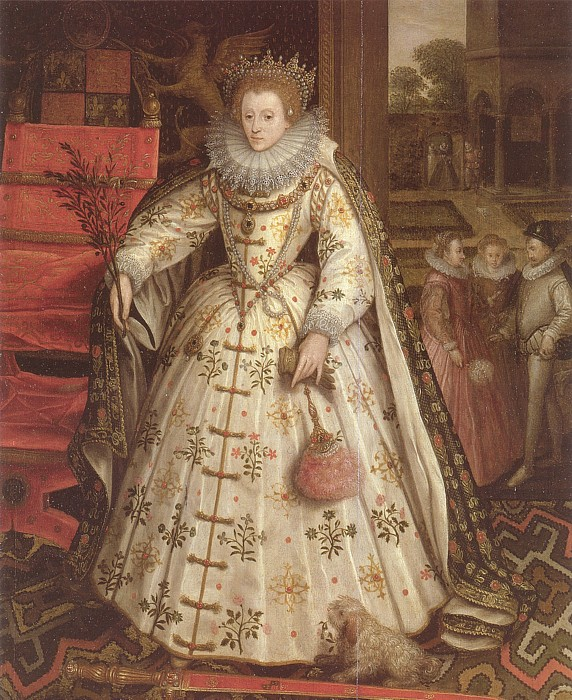
Elżbieta w podeszłym wieku

W 1598 r. zmarł główny doradca królowej, Lord Burghley. Talenty polityczne odziedziczył po nim jego syn Robert Cecil, który został mianowany sekretarzem stanu w 1590 r. W tym czasie popularność Elżbiety spadała, co było spowodowane głównie jej praktyką przyznawania monopoli królewskich, których zniesienia domagał się parlament. Wkrótce Elżbieta obiecała przeprowadzenie reform. 12 monopoli królewskich zostało zniesionych przez proklamację królewską. Reformy były jednak powierzchowne, a monopole przyznawano nadal.
W czasie wojny angielsko-hiszpańskiej miało miejsce następne powstanie w Irlandii, tzw. irlandzka wojna dziewięcioletnia. Przedstawiciel królowej w Irlandii, drugi hrabia Tyrone, Hugh O’Neill, który stanął na czele powstańców, został uznany za zdrajcę. Elżbieta, chcąc zaprowadzić porządek jak najmniejszym kosztem, zawierała z nim szereg rozejmów. Hiszpania próbowała także w tym czasie dwukrotnie wysyłać posiłki dla Irlandczyków, które jednak nie dotarły ze względu na złe warunki pogodowe. W czasie rozejmu z Anglikami Tyrone wyszkolił i dozbroił swoje wojska. Po tych przygotowaniach zadał Anglikom druzgocącą klęskę pod Yellow Ford.
W 1599 r. Robert Devereux, 2. hrabia Essex, został wysłany do Irlandii, aby w końcu zdławić powstanie. Dostał największą armię, jaką kiedykolwiek wysłano do Irlandii. Essex wkrótce jednak roztrwonił swoje siły. Kiedy bez pozwolenia królowej wrócił do kraju, został pozbawiony wszelkich przywilejów i monopoli, swojego głównego źródła dochodów.
W 1601 r. Essex stanął na czele rewolty przeciw królowej, jednak nie zyskała ona szerokiego poparcia, a dotychczasowy ulubieniec tłumów został stracony. Na miejsce Essexa do Irlandii został wysłany Charles Blount, 8. baron Mountjoy. Mountjoy próbował zwyciężyć Irlandczyków głodem. W 1601 r. Hiszpanie przysłali posiłki w liczbie 3,5 tys. ludzi, usprawiedliwiając to tym, że Elżbieta także udzielała pomocy buntownikom w Niderlandach. Po długotrwałym zimowym oblężeniu Mountjoy pokonał Hiszpanów i Irlandczyków w bitwie pod Kinsale. Tyrone poddał się w kilka dni po śmierci Elżbiety w 1603 r.
Podobno Elżbieta miała powiedzieć: Wysłałam wilki, a nie pasterzy, aby rządziły Irlandią, bo nie zostawili mi [tam] niczego do rządzenia poza popiołami i trupami (ang. I sent wolves, not shepherds, to govern Ireland, for they have left me nothing to govern over but ashes and carcasses).

## Śmierć
Po straceniu Essexa królowa popadła w neurastenię. Wcześniej już cierpiała na reumatyzm i żółtaczkę, a potem jej stan zdrowia znacznie się pogorszył. Nie chciała przyjmować lekarstw. Dopiero 21 marca 1603 r. dała się namówić na położenie się do łóżka. Przy łożu śmierci czuwał arcybiskup Canterbury. Zmarła w poniedziałek 24 marca 1603 r.
Nie przeprowadzono sekcji zwłok ani nie zabalsamowano ciała. Szereg podań opisuje napęcznienie i rozerwanie trumny przez zwłoki Elżbiety przed pochowaniem jej szczątków. Elżbietę pochowano obok jej starszej siostry przyrodniej, Marii I, w Opactwie Westminsterskim.

## Genealogia
| Prapradziadkowie                                      | Owen Tudor (1385–1461) ∞1429 Katarzyna de Valois (1401–1437)                            | Jan Beaufort (1404–1444) ∞1439 Małgorzata Beauchamp (1410–1482)                         | książę Yorku Ryszard Plantagenet (1411–1460) ∞1429 Cecylia Neville (1415–1495)          | Ryszard Woodville (1405–1469) ∞1436 Jakobina Luksemburska (1415–1472)                   | Geoffrey Boleyn (1406–1463) ∞ Anna Hoo (1425–1484)                                      | Tomasz Butler (1426–1515) ∞1450 Anna Hankford (1431–1485)                               | Jan Howard (1420–1485) ∞ Katarzyna Moleyns (1424–1465)                                  | Fryderyk Tylney ∞ Elżbieta Cheney                                                       |
| Pradziadkowie                                         | Edmund Tudor (1430–1456) ∞1455 Małgorzata Beaufort (1443–1509)                          | Edmund Tudor (1430–1456) ∞1455 Małgorzata Beaufort (1443–1509)                          | król Anglii Edward IV York (1442–1483) ∞1464 Elżbieta Woodville (1437–1492)             | król Anglii Edward IV York (1442–1483) ∞1464 Elżbieta Woodville (1437–1492)             | Wilhelm Boleyn (1451–1505) ∞1465 Małgorzata Butler (1454–1539)                          | Wilhelm Boleyn (1451–1505) ∞1465 Małgorzata Butler (1454–1539)                          | Tomasz Howard (1443–1524) ∞1472 Elżbieta Tilney (1447–1497)                             | Tomasz Howard (1443–1524) ∞1472 Elżbieta Tilney (1447–1497)                             |
| Dziadkowie                                            | król Anglii Henryk VII Tudor (1457–1509) ∞1486 Elżbieta York (1466–1503)                | król Anglii Henryk VII Tudor (1457–1509) ∞1486 Elżbieta York (1466–1503)                | król Anglii Henryk VII Tudor (1457–1509) ∞1486 Elżbieta York (1466–1503)                | król Anglii Henryk VII Tudor (1457–1509) ∞1486 Elżbieta York (1466–1503)                | Tomasz Boleyn (1477–1539) ∞1499 Elżbieta Howard (1480–1538)                             | Tomasz Boleyn (1477–1539) ∞1499 Elżbieta Howard (1480–1538)                             | Tomasz Boleyn (1477–1539) ∞1499 Elżbieta Howard (1480–1538)                             | Tomasz Boleyn (1477–1539) ∞1499 Elżbieta Howard (1480–1538)                             |
| Rodzice                                               | król Anglii i Irlandii Henryk VIII Tudor (1491–1547) ∞1533 Anna Boleyn (1501/1507–1536) | król Anglii i Irlandii Henryk VIII Tudor (1491–1547) ∞1533 Anna Boleyn (1501/1507–1536) | król Anglii i Irlandii Henryk VIII Tudor (1491–1547) ∞1533 Anna Boleyn (1501/1507–1536) | król Anglii i Irlandii Henryk VIII Tudor (1491–1547) ∞1533 Anna Boleyn (1501/1507–1536) | król Anglii i Irlandii Henryk VIII Tudor (1491–1547) ∞1533 Anna Boleyn (1501/1507–1536) | król Anglii i Irlandii Henryk VIII Tudor (1491–1547) ∞1533 Anna Boleyn (1501/1507–1536) | król Anglii i Irlandii Henryk VIII Tudor (1491–1547) ∞1533 Anna Boleyn (1501/1507–1536) | król Anglii i Irlandii Henryk VIII Tudor (1491–1547) ∞1533 Anna Boleyn (1501/1507–1536) |
| Elżbieta Tudor (1533–1603), Królowa Anglii i Irlandii |                                                                                         |                                                                                         |                                                                                         |                                                                                         |                                                                                         |                                                                                         |                                                                                         |                                                                                         |

## Poezja
Królowa Elżbieta była nie tylko opiekunką poetów i dramaturgów, ale również autorką wierszy. Jej najbardziej znanym utworem jest wiersz zaczynający się od słów The doubt of future foes exiles my present joy.

## Postać Elżbiety w kulturze masowej

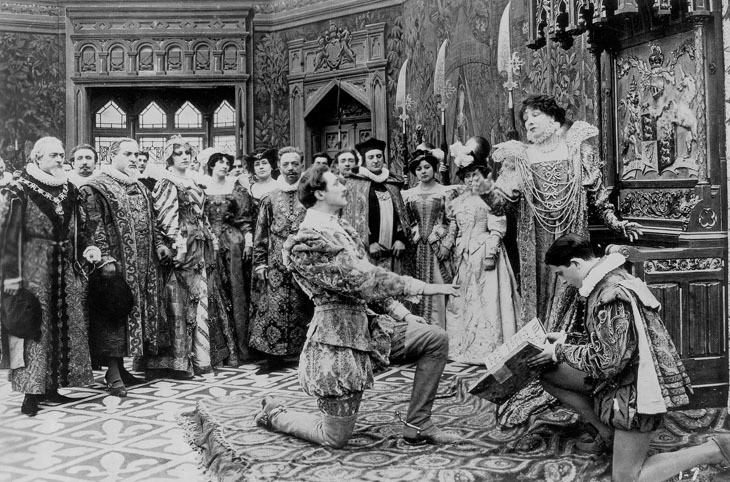
Sarah Bernhardt w kadrze z filmu Królowa Elżbieta (1912)

- W 1912 Sarah Bernhardt wcieliła się w królową Elżbietę w sztuce Królowa Elżbieta. W tym samym roku sportretowała władczynię w niemym filmie Królowa Elżbieta (reż. Louis Mercanton)[9]
- W 1955 powstała Królowa dziewica (ang. The Virgin Queen) – amerykański film w reżyserii Henry’ego Kostera, opowiadający o życiu Elżbiety I

W ostatnich latach powstały dwa filmy historyczne przedstawiające dzieje królowej Elżbiety:
- Elizabeth (ang. Elizabeth, 1997) – brytyjsko-indyjska produkcja w reżyserii Shekhara Kapura.
- Elizabeth: Złoty wiek (ang. Elizabeth: The Golden Age, 2007), brytyjsko-niemiecko-francuska produkcja w reżyserii Shekhara Kapura.

W obu filmach rolę królowej Elżbiety zagrała australijska aktorka Cate Blanchett.
W 1971 powstał serial telewizyjny Królowa Elżbieta, w którym główną rolę zagrała Glenda Jackson.